# Кукля
Село Кукля се намира в землището на с. Игнатовци, кметство Радовци, община Дряново, област Габрово.

## География
Село Кукля се намира в планински район.
Селото е разположено на около: 8 km от Царева ливада, 13 km от Дряново, 12 km от Трявна, 25 km от Габрово и 37 km от Велико Търново.
От селото се вижда паметникът Бузлуджа и връх Ботев.

## История
Понастоящем в селото няма постоянно заселени жители.

## Личности от село Кукля
Христо Пенев – майстор от село Кукля. Той е строил: 
- Коларска работилница „Здравина“ (по-късно Вагонен завод „Андрей Жданов“) в Дряново. Заводът е първият в България и е осигурявал работа на хиляди хора, разполагал е със собствена библиотека, читалище, хор и оркестър. Първи изкопи на коларо-железарската кооперация са направени през Май 1920 г.
- Фабрика „Св. Георги“ („Ангел Кънчев“) в Трявна.

Васил Минчев Белчев – майстор (роден: 17.05.1916)
Димитър Христов Пенчев – майстор
Христо Минчев Белчев – майстор (роден: 12.12.1906)
Христо Русинов Цанев – майстор (роден: 25.02.1909)
Цоньо Стефанов Цонев – майстор (роден: 08.06.1914)